# Urbanos de Ciudad Real
Iberconsa es la empresa encargada del transporte público urbano mediante autobuses dentro del término municipal de Ciudad Real. El servicio comenzó a prestarse en 2006. Desde 2006, el operador del servicio es AISA mediante la empresa Iberconsa. La red de transporte público urbano está compuesta por 7 líneas, dos de ellas circulares y una presta servicio a las pedanías. El servicio es prestado ininterrumpidamente los 365 días del año con unas frecuencias diurnas de entre 15 y 25 minutos.
Iberconsa posee 59 empleados y una flota 100% accesible de 30 autobuses, cuyo depósito se encuentra en las instalaciones que posee la empresa en el Polígono de Larache, y que cuentan con cocheras, y talleres.

## Historia
Iberconsa siempre ha prestado el servicio de autobuses urbanos de Ciudad Real, los primeros buses eran minibuses de color amarillo con chasis MAN y Mercedes-Benz con carrocerías NOGE y Ugarte. Las líneas fueron experimentando cambios con el paso del tiempo.
En 1993, las líneas eran las siguientes:
- Línea 1: La Granja - Nuevo parque (Por centro ciudad)
- Línea 2: Estación AVE - La Granja
- Línea 3: Barriada puerta de Toledo - Carreterín de la Atalaya (Circular horario)
- Línea 4: Barriada puerta de Toledo - Barriada puerta de Toledo (Circular antihorario)
- Línea 5: Estación AVE - Plaza del Pilar

En 2007, tras la inaguación del Hospital General Universitario de Ciudad Real se desdobló la línea 4 en dos líneas distintas, resultando en una línea 4 y una línea 7, ambas saliendo del nuevo hospital. En este año se añadieron servicios en las líneas 1 y 2 los domingos.
En 2012, con la crisis y con el servicio de autobuses siendo muy deficitario, se fusionaron las líneas 4, 5 y 7; quedando solo la línea 4 haciendo un recorrido circular antihorario. La línea 1 se transformó en circular, resultando en las líneas 1A y 1B
Las líneas de Iberconsa en 2012 eran las siguientes:
- Líneas 1A/1B: Circulares
- Línea 2: Barriada La Granja - Pío XII - Puerta Toledo - Centro Ciudad - Barriada Oriente - Estación RENFE
- Línea 3: Hospital General - Urbanización Rosales
- Línea 4: Circular (Hospital General - Estación AVE - Puerta de Toledo - Pío XII - C/ Alarcos - Hospital General)
- Línea 6/A: Anejos (Valverde - Ciudad Real - Las Casas)

### Iberconsa ahora
Iberconsa mantuvo las líneas durante un tiempo. Las líneas sufrieron ligeros cambios para cubrir mejor la ciudad, como el paso de las circulares por la calle Alemania o el de la línea 3 por la N-420, cuando dejó de servir al polígono del Larache. 
Más tarde, la línea 4 se amplió para dar servicio a la zona comercial del polígono industrial Puerta del AVE. Se restauró la línea 5, circular entre la Estación del AVE y la Plaza del Pilar, que solo circula los domingos por la tarde.
En enero de 2019 comenzó una renovación de la flota de autobuses en Ciudad Real. El ayuntamiento comenzó a comprar autobuses propulsados a gas natural. Primero, llegaron 3 Scania Castrosua City Versus GNC. Luego, en noviembre de 2020, 3 nuevos Man Castrosua City Versus GNC. En octubre de 2021, llegaron otros 3 Scania Castrosua City Versus GNC. Previamente, en septiembre de 2021, se había comprado un Scania Castrosua Magnus Evolution GNC para la línea 6, cuyo autobús era muy antiguo y presentaba múltiples averías. Actualmente, se encuentran licitados 2 King Long E10 pendientes de ser recibidos.

## Red de transporte público

### Líneas
La red urbana de Ciudad Real cuenta con 7 líneas regulares, que cumplen la función de vertebrar la totalidad de la ciudad y sus pedanías. Iberconsa también opera la línea 50, suburbana, que conecta Ciudad Real con la localidad de Miguelturra. Las líneas se pueden dividir en varios grupos:
- Circulares

Son las líneas 1A, 1B, 4 y 5. Establecen recorridos en forma de anillo. Las líneas 1A, 1B y 4 recorren toda la ciudad y la línea 5 conecta el centro con la estación del AVE los domingos por la tarde.
- Estándares

Son las líneas 2 y 3. Establecen recorridos lineales por la ciudad. La línea 2 conecta la estación del AVE con el Hospital, vertebrando el centro de norte a sur y volviendo por las rondas del Carmen, de Santa María y de Alarcos. La línea 3 conecta la zona norte y la Universidad con el Hospital y su barrio, atravesando el centro de sur a noreste.
- Suburbanas

Son las líneas 6 y 50. La línea 6 se cataloga como urbana y conecta las pedanías de Las Casas y Valverde con Ciudad Real. La línea 50, en cambio, se cataloga como suburbana, y se opera de forma independiente. Los autobuses cuentan con libreas diferentes y son más largos (12 metros frente a 10). Cuenta con 3 rutas diferentes (R1, R2 y R3), que conectan diferentes zonas de Miguelturra con diferentes puntos de interés como la Universidad, las estaciones de AVE y autobuses, el Hospital y la Plaza de San Francisco.
En marzo de 2023 se pone en servicio la línea 6 los sábados.
La tabla general de líneas a fecha de abril de 2022 es la siguiente:
(Frecuencias: L-V lunes a viernes laborables, S sábados, D y F domingos y festivos, Ve lunes a viernes de julio y agosto)
| Línea | Trayecto                                                              | Frecuencia | Frecuencia | Frecuencia | Frecuencia | Horario       | Horario       | Horario       |
| Línea | Trayecto                                                              | L-V        | Ve         | S          | D y F      | L-V           | S             | D y F         |
| ----- | --------------------------------------------------------------------- | ---------- | ---------- | ---------- | ---------- | ------------- | ------------- | ------------- |
| 1A    | Circular sentido antihorario                                          | 15'        | 20'        | 20'        | 20'        | 07:00 - 22:10 | 07:00 - 22:10 | 07:00 - 22:10 |
| 1B    | Circular sentido horario                                              | 15'        | 20'        | 20'        | -          | 07:00 - 22:00 | 07:00 - 15:00 | -             |
| 2     | Estación AVE - Centro Ciudad - Hospital General                       | 16'        | 16'        | 25'        | 25'        | 07:00 - 22:36 | 07:10 - 22:50 | 07:10 - 22:50 |
| 3     | Hospital General - Centro Ciudad - Urbanización Puerta de Toledo      | 20'        | 20'        | 30'        | -          | 07:00 - 22:30 | 07:00 - 14:30 | -             |
| 4     | Estación AVE - Camino de la Guija (Circular solo sentido antihorario) | 20'-25'    | 20'-25'    | -          | -          | 06:50 - 22:20 | -             | -             |
| 5     | Estación AVE - Plaza del Pilar (Circular solo sentido antihorario)    | -          | -          | -          | 20'        | -             | -             | 17:10 - 23:10 |
| 6     | Valverde - Ciudad Real - Las Casas                                    | 90'-180'   | 90'-180'   | -          | -          | 08:05 - 19:50 | -             | -             |

A pesar de no ser líneas urbanas de Ciudad Real y cuenta con tarifas distintas, la empresa Iberconsa también gestiona la línea Ciudad Real - Miguelturra. El que fija los horarios y los precios es el ayuntamiento de Miguelturra. Cuenta en la actualidad con 3 itinerarios:
| Línea | Trayecto | Horario                                   | Horario                    | Horario                                    |
| Línea | Trayecto | L-V                                       | S                          | D y F                                      |
| ----- | --- | ----------------------------------------- | -------------------------- | ------------------------------------------ |
| R1    | Ciudad Real (Plaza San Francisco) 🡲 Miguelturra Centro/Sur 🡲 Ciudad Real (Plaza San Francisco)                                                                             | 07:15 - 22:30 (Cada 15-40min)             | 07:00 - 22:10 (Cada 30min) | 19:00 - 21:15 (2 expediciones por sentido) |
| R2    | Ciudad Real (Plaza San Francisco) 🡲 Miguelturra Centro/Norte 🡲 Ciudad Real (Plaza San Francisco)                                                                           | 8:50 - 20:30 (Cada 30-90min)              | -                          | -                                          |
| R3    | Ciudad Real (Plaza San Francisco) 🡲 Ciudad Real (Hospital General) 🡲 Miguelturra Centro/Norte 🡲 Ciudad Real (Estación AVE/Universidad) 🡲 Ciudad Real (Plaza San Francisco) | 8:05 - 19:30 (2 expediciones por sentido) | -                          | -                                          |

### Paradas

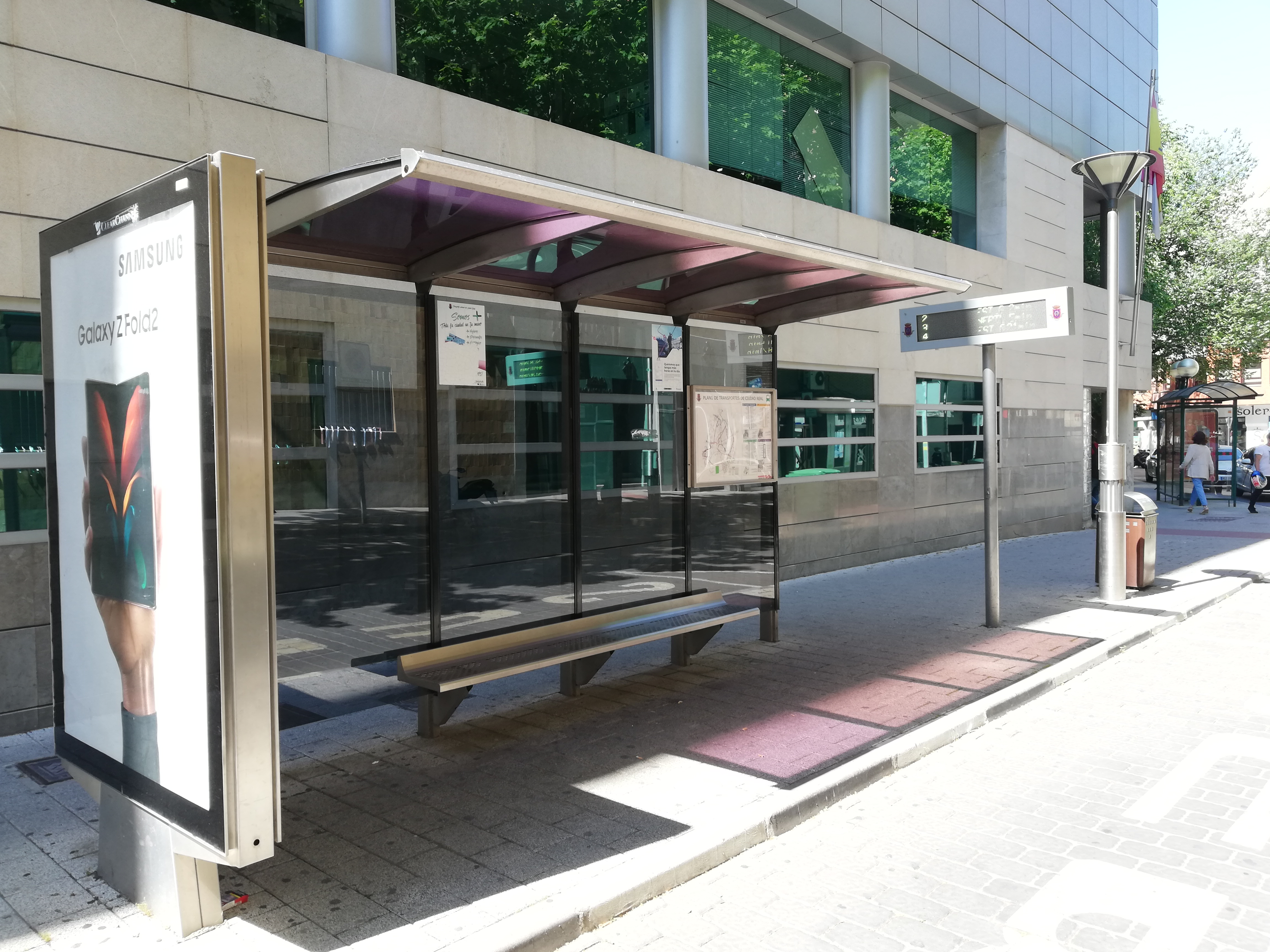
Marquesina de la parada Avenida Rey Santo

La red posee más de 200 paradas de autobús. Todas están equipadas con esquemas de las líneas que efectúan parada y algunas cuentan con marquesina. Se está trabajando para que todas sean accesibles para personas con movilidad reducida.
La ciudad cuenta con diferentes intercambiadores y puntos de interés en los que se juntan diversas líneas de autobús:
| Parada                 | Líneas                                                       |
| ---------------------- | ------------------------------------------------------------ |
| Hospital General       | 1A 1B 2 3 6 R3 Autobuses interurbanos                        |
| Estación de Autobuses  | 1B 3 4 6 Autobuses interurbanos Autobuses de larga distancia |
| Estación AVE           | 1A 1B 2 4 5 R3                                               |
| Plaza de San Francisco | 2 3 4 5 R1 R2 R3                                             |
| Universidad            | 1A 4 5 R3                                                    |

## Tarifas y bonos
A fecha de abril de 2022, los títulos y tarifas oficiales son las siguientes:
| Billete                               | Precio | Características |
| ------------------------------------- | ------ | --- |
| Sencillo                              | 1,10€  | Para todos los billetes, incluido sencillo, se permite el transbordo durante los 30 minutos posteriores a la expedición del billete |
| Bono 10 Ordinario                     | 6,50€  | Expedir la tarjeta donde va cargado el bono cuesta dos euros (Para todos los bonos)                                                 |
| Bono 10 Estudiante                    | 3,50€  | Tienes que estar estudiando en un centro de Ciudad Real                                                                             |
| Bono Mensual                          | 20€    | Viajes ilimitados por un mes |
| Bono Mensual Estudiante               | 10€    | Viajes ilimitados por un mes - Tienes que estar estudiando en un centro de Ciudad Real                                              |
| Bono Mensual individual Subvencionado | 10€    | Para aquellas personas cuyo nivel de ingresos no supere 1,5 vez el IPREM                                                            |
| Bono Mensual Familiar Subvencionado   | 5€     | Para aquellas familias cuyo nivel de ingresos no superen 2 veces el IPREM                                                           |
| Tarjeta oro +65                       | 0€     | Pensionistas que no realicen trabajos remunerados empadronados en Ciudad Real (mínimo 1 año)                                        |
| Tarjeta oro -65                       | 0€     | Pensionistas que no realicen trabajos remunerados menores de 65 cuyos ingresos sean inferiores a 2 veces el IPREM                   |
| Tarjeta oro discapacitados            | 0€     | Discapacitados mayor o igual al 65% que no realicen trabajos remunerados empadronados en Ciudad Real (mínimo 1 año)                 |
| Bono familia numerosa                 |        | Para los que posean el carné de Familia numerosa y cuyos ingresos no superen 2 veces el IPREM                                       |

Precios con IVA incluido.
Tarifas para R1 R2 R3 (abril 2022)
| Billete                                    | Precio | Características                                                                     |
| ------------------------------------------ | ------ | ----------------------------------------------------------------------------------- |
| Sencillo                                   | 1,30€  |                                                                                     |
| Sencillo Joven                             | 0,65€  | Presentando tu DNI, si tienes entre 14 y 30 años                                    |
| Sencillo Familia numerosa General          | 1,05€  | Presentando tu carné de familia numerosa general                                    |
| Sencillo Familia numerosa Especial         | 0,65€  | Presentando tu carné de familia numerosa especial                                   |
| Sencillo Joven + Familia numerosa General  | 0,55€  |                                                                                     |
| Sencillo Joven + Familia numerosa Especial | 0,45€  |                                                                                     |
| Bono 10 Ordinario                          | 10,40€ | Expedir la tarjeta donde va cargado el bono cuesta dos euros (Para todos los bonos) |
| Bono 10 Joven                              | 6,00€  | Presentando tu DNI, si tienes entre 14 y 30 años                                    |

## Evolución de viajeros
Usuarios anuales de todas las líneas que opera Iberconsa
| Año  | Viajeros  |
| ---- | --------- |
| 2016 | 1.770.364 |
| 2017 | 1.882.929 |
| 2020 | 1.268.442 |
| 2021 | 1.600.431 |

## Flota
En 2022 Iberconsa tiene en circulación 30 autobuses, de los cuales 26 se usan para los autobuses urbanos de Ciudad Real y 4 para el interurbano Ciudad Real - Miguelturra.
En 2019 se presentó un plan para la renovación de la flota de autobuses urbanos para sustituirlos por modelos de Gas Natural Comprimido del modelo Castrosua City Versus. Ese año entraron en servicio 3 autobuses con chasis Scania.
A finales de 2020 se retiró el último Iveco Europolis que quedaba en circulación, entrando en servicio tres nuevos autobuses con chasis MAN.
A finales de 2021 entran otros tres autobuses de gas con chasis Scania. Y un Scania Castrosua Magnus Evolution para la línea 6.
En 2023 entraron en servicio dos autobuses híbridos King Long, siendo la única empresa que se presentó y ganó la licitación.
En diciembre de 2024 entraron en servicio 4 nuevos autobuses de gas SCANIA CASTROSUA NEW CITY

### Listado de modelos
Listado general de los modelos que actualmente están (o han estado) en circulación:
Listado incompleto, puedes ayudar expandiéndolo.
| Chasis                 | Carrocería                      | Estado      | Uds. | Numeración    | Año         | Observaciones       | Foto |
| ---------------------- | ------------------------------- | ----------- | ---- | ------------- | ----------- | ------------------- | ---- |
| Scania                 | Castrosua New City              | En Servicio | 4    | 72-75         | 2024        |                     |      |
| King Long              | King Long E10 LF                | En Servicio | 2    | 69 y 70       | 2023        |                     |      |
| Scania N280 UB 4x2 GNC | Castrosua City Versus GNC       | En Servicio | 6    | 58-60 y 66-68 | 2019 / 2021 |                     |      |
| Scania                 | Castrosua Magnus Evolution GNC  | En Servicio | 1    | 65            | 2021        |                     |      |
| MAN A22                | Castrosua City Versus GNC       | En Servicio | 3    | 62-64         | 2021        |                     |      |
| MAN A22 E6             | Castrosua New City GNC          | En Servicio | 1    | 9961 o 61     | 2020        |                     |      |
|                        | Castrosua Magnus E              | En Servicio | 1    | 57 y 71       | 2014 / 2023 | 71 ex-Valdemoro     |      |
| Man 18314 HOCL         | Irizar i4                       | Traspasado  | 2    | 55-56         |             | Ahora están en AISA |      |
| MAN NM244F             | Castrosua CS-40 Magnus II (10m) | En Servicio | 8    | 47-54         | 2007 - 2008 |                     |      |
| MAN NM244F             | Castrosua CS-40 Magnus II (12m) | En Servicio | 1    | 46            | 2007        |                     |      |
| MAN NM233F             | Castrosua CS-40 Magnus (10m)    | En Servicio | 8    | 37-38 y 40-45 | 2002 - 2005 |                     |      |
| MAN NM233F             | Castrosua CS-40 Magnus (12m)    | En Servicio | 1    | 39            | 2002        |                     |      |
| Iveco 9.15             | Europolis                       | Retirado    | 4    | 33-36         |             |                     |      |

### Listado de autobuses
A continuación se muestra un listado de la totalidad de la flota de Urbanos de Ciudad Real. Los coches en negrita son aquellos que se encuentran en servicio, mientras que el resto se encuentran apartados, dados de baja o vendidos. (FS = fuera de servicio, REF = refuerzo)
Listado incompleto, puedes ayudar expandiéndolo.
| N.º Bus | Matrícula | Chasis                 | Carrocería                     | Línea(s)   | Observaciones                                                                                                | Foto        |
| ------- | --------- | ---------------------- | ------------------------------ | ---------- | --- | ----------- |
| 29      | CR 6929 P | MAN 9150               | Unicar U-230                   |            | |             |
| 30      | CR 3140 S | Mercedes O-1117        | Unicar U-230                   |            | |             |
| 31      | CR 3139 S | Mercedes O-1117        | Unicar U-230                   |            | |             |
| 32      | CR 8365 T | Scania L113            | Unicar U.90                    | R1 R2 R3   | |             |
| 33      | CR 6851 X | Iveco 9.15             | Europolis                      |            | |             |
| 34      | CR 6850 X | Iveco 9.15             | Europolis                      |            | |             |
| 35      | CR 6849 X | Iveco 9.15             | Europolis                      |            | |             |
| 36      |           | Iveco 9.15             | Europolis                      |            | |             |
| 37      | 8004 BTL  | MAN NM233F             | Castrosua CS-40 Magnus         | 3          | |             |
| 38      | 7908 BTL  | MAN NM233F             | Castrosua CS-40 Magnus         |            | |             |
| 39      | 2503 BVG  | MAN 18310 HOCL         | Castrosua CS-40 Magnus         | R1 R2 R3   | Autobús Miguelturra - Ciudad Real                                                                            |             |
| 40      | 4318 CGX  | MAN NM233F             | Castrosua CS-40 Magnus         |            | |             |
| 41      | 4297 CGX  | MAN NM233F             | Castrosua CS-40 Magnus         |            | |             |
| 42      | 8578 CWX  | MAN NM233F             | Castrosua CS-40 Magnus         | 3          | |             |
| 43      | 8531 CWX  | MAN NM233F             | Castrosua CS-40 Magnus         | 3          | |             |
| 44      | 8039 DPR  | MAN NM233F             | Castrosua CS-40 Magnus         | 2          | |             |
| 45      | 8135 DPR  | MAN NM233F             | Castrosua CS-40 Magnus         | 2          | |             |
| 46      | 9106 FXB  | MAN NM244F             | Castrosua CS-40 Magnus         | R1 R2 R3   | Autobús Miguelturra - Ciudad Real                                                                            |             |
| 47      | 3135 FNL  | MAN NM244F             | Castrosua CS-40 Magnus         | 2          | |             |
| 48      | 3175 FNL  | MAN NM244F             | Castrosua CS-40 Magnus         | 2          | |             |
| 49      | 3030 FNL  | MAN NM244F             | Castrosua CS-40 Magnus         | 1A         | |             |
| 50      | 2984 FNL  | MAN NM244F             | Castrosua CS-40 Magnus         | 2 4        | |             |
| 51      | 2858 FNL  | MAN NM244F             | Castrosua CS-40 Magnus         | 1B         | |             |
| 52      | 3096 FNL  | MAN NM244F             | Castrosua CS-40 Magnus         |            | |             |
| 53      | 5274 GHH  | MAN NM244F             | Castrosua CS-40 Magnus         |            | |             |
| 54      | 5324 GHH  | MAN NM244F             | Castrosua CS-40 Magnus         |            | |             |
| 55      | 2893 GJX  | Man 18314 HOCL         | Irizar i4                      | AEROPUERTO | Autobús del aeropuerto de Ciudad Real. Actualmente es el 506 de AISA                                         |             |
| 56      | 2980 GJX  | Man 18314 HOCL         | Irizar i4                      | AEROPUERTO | Autobús del aeropuerto de Ciudad Real. Actualmente es el 485 de AISA                                         |             |
| 57      | 8865 HXJ  |                        | Castrosua Magnus E             | R1 R2 R3   | Autobús Miguelturra - Ciudad Real                                                                            |             |
| 58      | 4944 KSY  | Scania N280 UB 4x2 GNC | Castrosua City Versus GNC      | 3          | |             |
| 59      | 4929 KSY  | Scania N280 UB 4x2 GNC | Castrosua City Versus GNC      | 1A         | |             |
| 60      | 4923 KSY  | Scania N280 UB 4x2 GNC | Castrosua City Versus GNC      | 1B         | |             |
| (99)61  | 8937 LHS  | MAN A22 E6             | Castrosua New City             | R1 R2 R3   | Autobús Miguelturra - Ciudad Real                                                                            |             |
| 62      | 5550 LKV  | MAN A22                | Castrosua City Versus GNC      | 1A         | |             |
| 63      | 5536 LKV  | MAN A22                | Castrosua City Versus GNC      | 2          | |             |
| 64      | 5516 LKV  | MAN A22                | Castrosua City Versus GNC      |            | |             |
| 65      | 0334 LSS  |                        | Castrosua Magnus Evolution GNC | 6          | |             |
| 66      | 8208 LST  | Scania N280 UB 4x2 GNC | Castrosua City Versus GNC      | 2          | | Iberconsa66 |
| 67      | 5126 LSS  | Scania N280 UB 4x2 GNC | Castrosua City Versus GNC      | 2          | |             |
| 68      | 5170 LSS  | Scania N280 UB 4x2 GNC | Castrosua City Versus GNC      | 4          | |             |
| 69      | 4922 MDS  | King Long              | King Long E10 LF               |            | |             |
| 70      | 5042 MDS  | King Long              | King Long E10 LF               |            | |             |
| 71      | 8141 HMX  |                        | Castrosua Magnus E             | R1 R2 R3   | Antiguo autobús 526 de AISA, del servicio urbano de Valdemoro. Actualmente Autobús Miguelturra - Ciudad Real |             |
| 72      | 4763 MWJ  | Scania                 | Castrosua New City             |            | |             |
| 73      |           | Scania                 | Castrosua New City             |            | |             |
| 74      | 4764 MWJ  | Scania                 | Castrosua New City             |            | |             |
| 75      |           | Scania                 | Castrosua New City             |            | |             |

### Turnos y líneas
Se define por turno el número de autobuses que se encuentran realizando determinada línea, así como el número de conductores asignados a dicha línea. En la red de transporte urbano, los turnos por línea varían dependiendo del día y la hora, por lo general, cada línea cuenta con entre 1 y 5 turnos.
El cuadro general de turnos es el siguiente:
(L-V lunes a viernes laborables, S sábados, D domingos y festivos)
| Línea | L-V | S | D |
| ----- | --- | - | - |
| 1A    | 3   | 2 | 2 |
| 1B    | 3   | 2 | - |
| 2     | 5   | 3 | 3 |
| 3     | 3   | 2 | - |
| 4     | 2   | - | - |
| 5     | -   | - | 1 |
| 6     | 1   | 1 | - |